# Melkovics Tamás
Melkovics Tamás (Szombathely, 1987. november 28. –) történész, az ELTE BTK Új és Jelenkori Magyar Történeti Tanszékének oktatója.
Kutatási területe a politika és a társadalom a 19. századi Magyarországon. Kutatásai középpontjában a 19. századi, elsősorban az 1849 előtti magyar történelem áll, azon belül is a politika-, szűkebben a parlamentarizmustörténet és a politika társadalomtörténete: miként szocializálódott a magyar politikai elit a reformkor vármegyei és országgyűlési küzdelmeiben, és miként volt képes levezényelni, majd védelmezni 1848-ban, illetve 1849-ben Magyarország legsikeresebb rendszerváltását. Kutatásai során nagy hangsúlyt fektetett felsőbüki Nagy Pál személyére, a vármegyei közeg és a rendi diéta alsótáblájának vizsgálatára, de a főnemesség speciális világára, az 1839–40-ben Batthyány Lajos által megszervezett főrendi ellenzék történetére is.

## Tanulmányok, tudományos fokozatok
Középiskolai tanulmányait 2002 és 2006 között a szombathelyi Bolyai János Gyakorló Általános Iskola és Gimnáziumban végezte. 2006-tól 2009-ig az ELTE Bölcsészettudományi Karának történelem alapszakos hallgatója, informatika minorral. 2009 és 2011 között ugyanitt mesterszakos hallgató a modernkori magyar történelem szakirányon. 2011-től államilag támogatott ösztöndíjas hallgatóként részt vett az ELTE Bölcsészettudományi Kar Új- és Jelenkori Magyar Történeti Tanszékének doktori programjában. Doktori témavezetője Prof. Dr. Erdődy Gábor DSc, egyetemi tanár volt. Disszertációját a reformkori főrendi liberális ellenzék történetéből írta. PhD fokozatot 2019-ben szerzett.

## Munkahelyek és oktatói tevékenység
2013-tól 2017-ig az Országgyűlési Múzeum történész-muzeológusaként dolgozott, 2017-től az ELTE BTK Történeti Intézet Új- és Jelenkori Magyar Történeti Tanszékének oktatója, jelenlegi munkakör: egyetemi adjunktus.

## Egyéb szakmai tevékenység
Egyetemi és kutatói munkája mellett előszeretettel foglalkozik tudományos ismeretterjesztéssel, legutóbb például a 24.hu-val készített 11 részes cikksorozatot Batthyány Lajos miniszterelnöki kinevezésének 175. évfordulójára:
- 1. Saját anyja jelentette fel és forgatta ki a vagyonából Batthyány Lajost
- 2. Akasztófa tükröződött Batthyány Lajos szemeiben
- 3. Ő volt az a díva, aki divatba hozta a magyarságot
- 4. Eleinte bemagolta a szónoklatait az első miniszterelnökünk, mert sokáig nem tudott magyarul
- 5. Kezdetben Batthyány is a pokol fenekére kívánta Kossuth Lajost
- 6. Arabok rabolták el Batthyány Lajost
- 7. Így született meg az új Magyarország
- 8. Batthyány Lajos teremtette meg a szabadságharc hadseregét
- 9. Közkatonának állt az első magyar miniszterelnök
- 10. Kivitték az utcára, és agyonlőtték első miniszterelnökünket
- 11. Hová tűnt Batthyány Lajos?

## Főbb publikációi
Monográfiák
- A reformkori főrendi ellenzék és 1839-40-es zászlóbontása. Országház Könyvkiadó. Budapest, 2020 (Országgyűlési Értekezések)
- Felsőbüki Nagy Pál. Élete, politikai pályafutása és közéleti szerepvállalásának jelentősége. Magyar Nyugat Könyvkiadó. Vasszilvágy, 2013 (A Magyar Nyugat Történeti Kiskönyvtára, 13.)

Szerkesztések
- Szabad nemzet szabad hazában. Tanulmányok a polgári átalakulás és a nemzeti modernizáció kérdéseiről Erdődy Gábor 70. születésnapjára. Szerk.: Varga Zsuzsanna, Melkovics Tamás. Budapest, 2021.
- Katedrától a pulpitusig. Válogatás Szabad György politikatörténeti munkáiból. Vál., szerk. és bev. tan. írta: Melkovics Tamás. Budapest, 2019.